# Neila
Neila – gmina w Hiszpanii, w prowincji Burgos, w Kastylii i León, o powierzchni 68,59 km². W 2011 roku gmina liczyła 206 mieszkańców.